# Tratado entre Rusia y Corea de 1884
El Tratado Rusia-Corea de 1884 fue negociado entre representantes del Imperio ruso y la dinastía Joseon de Corea.

## Antecedentes
En 1876, Corea firmó un tratado comercial con el Imperio del Japón después de que barcos japoneses navegaran hasta la isla Gangwha y amenazaran con disparar contra la capital coreana. Las negociaciones de tratados con varios países occidentales fueron posibles gracias al ultimátum que dieron los japoneses a los coreanos previamente.
En 1882, los estadounidenses firmaron un tratado y establecieron relaciones diplomáticas, que sirvieron de modelo para negociaciones posteriores con otras potencias occidentales.

## Términos del tratado
Los rusos y los coreanos negociaron y aprobaron un tratado de varios artículos con disposiciones similares a las de otras naciones occidentales.
Los ministros rusos enviados a Corea fueron designados de acuerdo con el tratado: Karl Ivanovich Weber, designado el 14 de octubre de 1885; Alexey Shpeyer, designado el 28 de marzo de 1898; Paul Pavlov, nombrado el 13 de diciembre de 1898.
El tratado permaneció en vigor incluso después de que se estableciera un protectorado japonés sobre Corea en 1905.